# Okirattal visszaélés
A okirattal visszaélés a közbizalom elleni bűncselekmények csoportjába tartozik. Neve a korábbi magyar Büntető Törvénykönyvben visszaélés okirattal volt.

## Jogi tárgya
A bűncselekmény jogi tárgya a közokirat és magánokirat bizonyító erejének érvényesíthetőségéhez fűződő társadalmi érdek. 

## A hatályos magyar szabályozás: okirattal visszaélés
„346. §   (1) Aki egy vagy több olyan közokiratot, amely nem vagy nem kizárólag a sajátja,
a) mástól, annak beleegyezése nélkül jogtalanul megszerez,
b) jogtalanul megsemmisít, megrongál, vagy
c) mástól jogtalanul elvesz, vagy a jogosult elől jogtalanul eltitkol,
vétség miatt két évig terjedő szabadságvesztéssel büntetendő.
(2) Ha más bűncselekmény nem valósul meg, az (1) bekezdés szerint büntetendő, aki jogtalan haszonszerzés céljából közokiratot átad vagy átvesz.
(3) Aki az (1) bekezdésben meghatározott bűncselekményt magánokiratra azért követi el, hogy jogtalan előnyt szerezzen vagy jogtalan hátrányt okozzon, egy évig terjedő szabadságvesztéssel büntetendő.”

## A korábbi magyar szabályozás: visszaélés okirattal
Az 1978. évi IV. törvény277. § szerint aki olyan közokiratot, amely nem vagy nem kizárólag a sajátja, mástól, ennek beleegyezése nélkül, jogtalanul megszerez, vagy azt megsemmisíti, megrongálja vagy eltitkolja, vétséget követ el és két évig terjedő szabadságvesztéssel, közérdekű munkával vagy pénzbüntetéssel büntetendő.
Aki az (1) bekezdésben meghatározott cselekményt magánokiratra azért követi el, hogy jogtalan előnyt szerezzen vagy jogtalan hátrányt okozzon, vétség miatt egy évig terjedő szabadságvesztéssel, közérdekű munkával vagy pénzbüntetéssel büntetendő.

### Elkövetési tárgy
A bűncselekmény elkövetési tárgya olyan közokirat és magánokirat, amely nem kizárólag az elkövetőé. Saját személyi igazolvány megsemmisítése nem bűncselekmény. 

### Elkövetési magatartás
A bűncselekmény elkövetési magatartása az okirat beleegyezés nélküli (jogosult nem járul hozzá) jogtalan:
- megszerzése - birtokbavétele; nem tartozik ide az elhagyott okirat megtalálása,
- megsemmisítése - állag elpusztítása,
- megrongálása - az állag olyan megsértése, ami a gondolati tartalmat károsítja (okirat megcsonkítása),
- eltitkolása - a jogosult elől ideiglenes vagy végleges elvonása.

### Bírói gyakorlat
A bíró gyakorlat szerint megvalósítja a közokirattal visszaélést a rabló, ha az idős asszony táskáját eltulajdonítja. Közismert ugyanis, hogy a nők általában a magukkal vitt táskákban és nem a személyes ruházatukban tartják személyes holmijaikat, közöttük az okirataikat. (BH 1992/151.)

### Célzat
A magánokirattal való visszaélést a törvény enyhébben bünteti. A törvényi tényállás itt célzatot is megkíván: az elkövetés célja, hogy jogtalan előnyt szerezzen vagy jogtalan hátrányt okozzon. A célzat miatt a (2) bekezdés szerinti bűncselekményt csak egyenes szándékkal lehet elkövetni.